# The Register
Il The Register (soprannominato El Reg o Il Reg) è un sito web britannico di notizie di tecnologia cofondato nel 1994 da Mike Magee e John Lettice. La Situation Publishing Ltd è l'editore del sito mentre Lettice è il direttore editoriale e Andrew Orlowski il redattore esecutivo.